# Мельхитуй (муниципальное образование Закулей)
Мельхитуй (Бурятский Мельхитуй) (бур. Мүльһэтэ) — деревня в Нукутском
 районе Усть-Ордынского Бурятского округа Иркутской области. Входит в муниципальное образование «Закулей». 

## География
Село расположено в 42 км от районного центра, на высоте 488 м над уровнем моря.

## Внутреннее деление
Состоит из 11 улиц:
- Дружбы
- Имеганова
- Имегенова
- Майская
- Мира
- Приморская
- Садовая
- Степная
- Трудовая
- Тушемилова
- Центральная

## Происхождение названия
Название Мельхитуй происходит от бурятского мүльһэтэ — «ледяной».

## История
В 1936 году в населённый пункт прибыли на поселение казанские татары. К настоящему времени большинство из них в значительной степени ассимилировались.

## Экономика
Большинство трудноспособного населения не имеют постоянной работы, занимаются
скотоводством.

## Население
| 2002 | 2010 | 2011 | 2012 |
| ---- | ---- | ---- | ---- |
| 303  | ↗310 | →310 | ↗321 |